# Lomera walkeriana
Lomera walkeriana är en fjärilsart som beskrevs av Johan George Betrem 1951. Lomera walkeriana ingår i släktet Lomera och familjen säckspinnare. Inga underarter finns listade i Catalogue of Life.